# Art of Balance
Art of Balance es un videojuego de puzles basado en mecánicas físicas desarrollado y publicado por Shin'en Multimedia. Fue lanzado originalmente para WiiWare en 2010 y posteriormente se lanzó en la tienda virtual de múltiples plataformas como en Nintendo 3DS bajo el nombre Art of Balance TOUCH! en 2012, Wii U en 2014, en PlayStation 4 en 2016 y Nintendo Switch en 2018.

## Jugabilidad
La primicia es simple; tendremos que apilar una serie de bloques con distintas formas geométricas entre sí sobre uno o más soportes que se encuentran en el centro de un cuenco de agua hasta que no quede ninguna, construyendo así, una torre lo más estable posible, si nuestra creación es capaz de aguantar por 3 segundos sin desmoronarse habremos pasado la prueba, en caso de que una pieza tocase el agua en cualquier momento, perderemos y tendremos que repetir la fase nuevamente.

## Recepción
Art of Balance tuvo críticas positivas por parte de la prensa especializada, en Metacritic, la versión de Wii tiene una media de 88/100, mientras las versiones de Nintendo 3DS y Wii U un 82/100.